# お祭りBoy
お祭りBoy （おまつりボーイ、1984年2月16日 - ）は、日本のお笑いタレント。
福岡県北九州市出身。松竹芸能所属。松竹芸能タレントスクール東京校10期生。身長162cm、体重60kg。

## 略歴
- 養成所時代から、原田公志（はらだひろし、後に「セバスチャン」で活動）とのコンビ「V-TEC」（ぶいてっく）で活動、松竹芸能所属後も暫くはこのコンビで活動を続けたが、後にお互いの不仲の為に解散。現在はピン芸人として活動中。
- 2010年12月23日放送の「いきなり!黄金伝説。」SPで濱口優に諭され、事務所でも公表していなかった本名を公開する。
- 2014年1月から、大藤顕人とのコンビ『オーシャン』を結成。同年5月から『モンツキはかま』と改名して活動[1]。
- 2020年2月、本人のブログで『モンツキはかま』を解散すると報告。

## 芸風
ジャンルはお祭り。「オイッサー」とブリッジを用い、様々な祭りを展開していく。『ジョイトイ祭り』、『角度祭り』などのネタがあり、インリン・オブ・ジョイトイのようなM字開脚を見せて「ここの角度見て〜!」と台詞を発するパフォーマンスなどがある。

## 出演

### テレビ
- エンタの天使（日本テレビ） - 第2回（2008年2月6日）、第11回（2009年7月29日）、キャッチコピーはいずれも「天下無双のハッチャケ祭り」
- あらびき団（TBSテレビ）- 第10回（2007年12月12日）
- めちゃ×2イケてるッ!（フジテレビ）
- 超常芸人サバ〜イ!（メ〜テレ）
- お笑い図鑑 ハマヌキ（tvk）
- ジャイケルマクソン（毎日放送）
- いきなり!黄金伝説。SP（テレビ朝日）- 2010年12月23日
- 特捜警察ジャンポリス（テレビ東京）- 『トリコ選手権』の企画で不定期出演

### ライブ
- 松竹芸能3days LIVE サンパチ魂 - V-TECとして出演。
- 松竹芸能3days LIVE ポロロンピロロンぷるるる～ん
- 松竹超若手 元気バツグン！ライブ
- 松竹若手ライブ 関東ゲラゲラジム
- 東京ザザザザザーン
- ラ・ママ新人コント大会 - 2009年4月24日

### 賞歴
- M-1グランプリ 2007・初戦敗退 - V-TECとして出場。
- M-1グランプリ 2008・2回戦敗退 - 養成所の同期生で、同事務所の現在は「ガブル／ガブル」の「ひょうご」と「ビールスタート」として出場。